# Разафимахатратра, Виктор
Виктор Разафимахатратра (фр. Victor Razafimahatratra; 8 сентября 1921, Амбаницилена-Раномасина, Мадагаскар — 6 октября 1993, Антананариву, Мадагаскар) — мадагаскарский кардинал, иезуит. Епископ Фарафанганы с 16 января 1971 по 10 апреля 1976. Архиепископ Антананариву с 10 апреля 1976 по 6 октября 1993. Кардинал-священник с титулом церкви Санта-Кроче-ин-Джерусалемме с 24 мая 1976.